# Impasse des Horticulteurs
L'impasse des Horticulteurs (en occitan : androna dels Orticultors) est une voie de Toulouse, chef-lieu de la région Occitanie, dans le Midi de la France.

## Situation et accès

### Description
L'impasse des Horticulteurs est une voie publique. Elle se trouve dans le quartier de Lalande. Elle correspond à une partie de l'ancien chemin vicinal no 55, dit « de la Cadène ». Il reliait la route de Paris (actuelle avenue des États-Unis) et la route de Launaguet (actuels rue et impasse de la Cadène, impasse des Horticulteurs, chemin de Lapparou et chemin de Turlu).
La chaussée ne compte qu'une seule voie de circulation automobile à double sens. Elle appartient à une zone de rencontre et la vitesse y est limitée à 20 km/h. Il n'existe pas d'aménagement cyclable.

### Voies rencontrées
L'impasse des Horticulteurs rencontre les voies suivantes, dans l'ordre des numéros croissants :
1. Avenue de Fronton (g)
2. Route de Fronton (d)

## Odonymie
L'impasse des Horticulteurs est, au XVe siècle, une partie du chemin de la Cadène. Il tient ce nom de l'ancienne métairie et du domaine de la Cadène (emplacement de l'actuel no 15 impasse de la Cadène). Il existait déjà, au XIVe siècle, une importante boaria – une étable à bœufs – qui appartenait à un personnage désigné comme en Cadena (en, « seigneur » en occitan médiéval).
C'est en 1981 que, par décision du conseil municipal, l'impasse a pris son nom actuel. Il rappelle le passé maraîcher et horticole des quartiers nord de Toulouse et des communes voisines – c'était en particulier la principale zone de production de la violette de Toulouse.